# بند بخشدار
بند بخشدار مربوط به اواخر دوره قاجار -اوایل دوره پهلوی است و در ۳ کیلومتری جنوب غرب شوسف در شهرستان نهبندان در استان خراسان جنوبی واقع شده و این اثر در تاریخ ۷ مرداد ۱۳۸۲ با شمارهٔ ثبت ۹۳۱۳ به‌عنوان یکی از آثار ملی ایران به ثبت رسیده است.